# Synagoga w Płońsku
Synagoga w Płońsku – nieistniejąca murowana synagoga w Płońsku w województwie mazowieckim. Wzniesiona około roku 1670 w stylu barokowym.  
Zbudowana około 1670 (na mocy przywileju), według innych źródeł dopiero w XVIII wieku, zniszczona została w czasie II wojny światowej. Rozebrana w 1956 z uwagi na zły stan techniczny, podobno w czasie jednej nocy, wraz z przylegającymi do niej Bejt ha-Midraszem (dom nauki) i mykwą.
Obecnie w miejscu synagogi znajduje się lokalna siedziba Zakładu Ubezpieczeń Społecznych.